# Jared Sullinger
Jared Sullinger (ur. 4 marca 1992 roku w Columbus) – amerykański zawodowy koszykarz, występujący na pozycji silnego skrzydłowego, obecnie zawodnik Anyang KGC.
w 2010 wziął udział w trzech spotkaniach gwiazd amerykańskich szkół średnich – Jordan Classic, Nike Hoop Summit i McDonald’s All-American. W ostatnim z wymionionych został uznany MVP. Został też uznany zawodnikiem roku amerykańskich szkół średnich (Naismith Prep Player of the Year, Parade Player of the Year) oraz stanu Ohio (Ohio Mr. Basketball - 2009, 2010). Zaliczono go również do I (USA TODAY's All-USA First Team, Parade All-American First Team - 2010) oraz II składu (Parade All-American Second Team - 2009) najlepszych zawodników w kraju. 
Po maturze podjął dalszą edukację na Ohio State University, gdzie grał w drużynie uczelnianej Ohio State Buckeyes. Po dwóch latach studiów zgłosił się do draftu NBA 2012, w którym to został wybrany z numerem 21 przez Boston Celtics.
14 lipca 2016 podpisał umowę z Toronto Raptors. 23 lutego 2017 został wytransferowany do Phoenix Suns wraz z wyborami II rundy draftów 2017 i 2018 oraz zobowiązaniami gotówkowymi w zamian za P.J. Tuckera. Następnego dnia został zwolniony.
12 września 2017 został zawodnikiem chińskiego Shenzhen Leopards.
13 marca 2021 dołączył do południowokoreańskiego Anyang KGC.

## Osiągnięcia
Stan na 14 marca 2021, na podstawie, o ile nie zaznaczono inaczej.
NCAA
- Uczestnik:
  - rozgrywek Final Four turnieju NCAA (2012)
  - rozgrywek Sweet Sixteen turnieju NCAA (2011, 2012)
  - turnieju NCAA (2011, 2012)
- Mistrz:
  - turnieju konferencji Big Ten (2011)
  - sezonu regularnego konferencji Big Ten (2011, 2012)
- Most Outstanding Player (MOP=MVP) turnieju Big Ten (2011)[9]
- Najlepszy pierwszoroczny zawodnik roku:
  - NCAA według United States Basketball Writers Association (USBWA – 2011)[10]
  - konferencji Big Ten (2011)[11]
- Zaliczony do:
  - I składu:
    - All-American (2011, 2012)
    - Big Ten (2011, 2012)
    - pierwszoroczniaków Big Ten (2011)
    - turnieju Big 10 (2011, 2012)

NBA
- Uczestnik BBVA Rising Stars Challenge (2014)
- Zaliczony do II składu letniej ligi NBA w Orlando (2012)
- Zawodnik tygodnia konferencji wschodniej NBA (3-9 lutego 2014)

Inne
(* – nagrody przyznane przez portal asia-basket.com)
- Zaliczony do II składu chińskiej ligi CBA (2018)*[12]
- Lider chińskiej ligi CBA w zbiórkach (2018)[12]